# Xidao
 (mai 2019).
Si vous disposez d'ouvrages ou d'articles de référence ou si vous connaissez des sites web de qualité traitant du thème abordé ici, merci de compléter l'article en donnant les références utiles à sa vérifiabilité et en les liant à la section « Notes et références ».
 (mai 2019).
Xidao (en chinois : 西瑁洲), est une île chinoise située dans le golfe du Tonkin, à l'ouest de la ville de Sanya et à l'est du Vietnam. L'île fait partie du district de Sanya.